# Potamogeton natans
Potamogeton natans L. è una specie di pianta acquatica della famiglia Potamogetonaceae, diffusa in habitat acquatici con corsi d'acqua lenti.

## Descrizione
Produce foglie galleggianti e sommerse, sulla stessa pianta; quelle flottanti sono ovali od oblunghe-ovali e quasi sempre cordate alla base. Esse sono di color verde scuro, opache, con venature longitudinali traslucenti. Hanno una lunghezza di 5–10 cm e sono appuntite alle estremità e arrotondate alla base. Le stipule sono lunghe 4–17 cm; le strutture immerse erbacee sono chiamate fillodi, sono in realtà peduncoli modificati delle foglie; i fusti sono cilindrici, senza molti rami, e crescono da 1 a 2 metri.

Le spighe dei fiori sono folte, cilindriche; sono lunghe 5 – 10 cm, appuntite in cima e arrotondate alla base. La pianta fiorisce da maggio a settembre. 
I frutti sono lunghi 4 – 5 mm e obovati.